# تطايرية

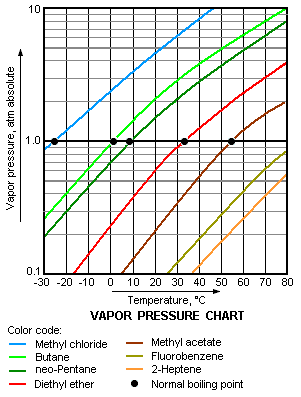
رسم بياني لضغط البخار

التطايرية (بالإنجليزية: Volatility)‏ : مفهوم في الكيمياء والفيزياء والديناميكا الحرارية وهو مقياس لميل المادة إلى التبخر. كما تم تعريفه بأنه قياس لسهولة تبخر المادة. وعند درجة حرارة معينة، فإن المواد ذات ضغط البخار العالي سوف تتبخر بسهولة أكبر من المواد ذات ضغط البخار المنخفض.
وبالإضافة إلى أن التطايرية تطبق على الموائع، فإنها تطبق على المواد الصلبة مثل الثلج الجاف (ثاني أكسيد الكربون الصلب) وكلوريد الأمونيوم، والتي يمكن أن تتغير مباشرة من الحالة الصلبة إلى البخار دون المرور بالحالة السائلة فيما يسمى بالتسامي أو التصعد.